# Градець (Сливенська область)
Гра́дець (болг. Градец) — село в Болгарії. Розташовано в Сливенській області, входить до складу громади Котел. Населення становить 4 089 чоловік.

## Політична ситуація
У місцевому кметстві Градец, до складу якого входить Градець, посаду кмета (старости) виконує Андон Стефанов Вандаков (коаліція партій: НРСП та РПС).
Кмет (мер) громади Котел — Христо Русев Киров (коаліція партій НРСП та РПС).

## Фото

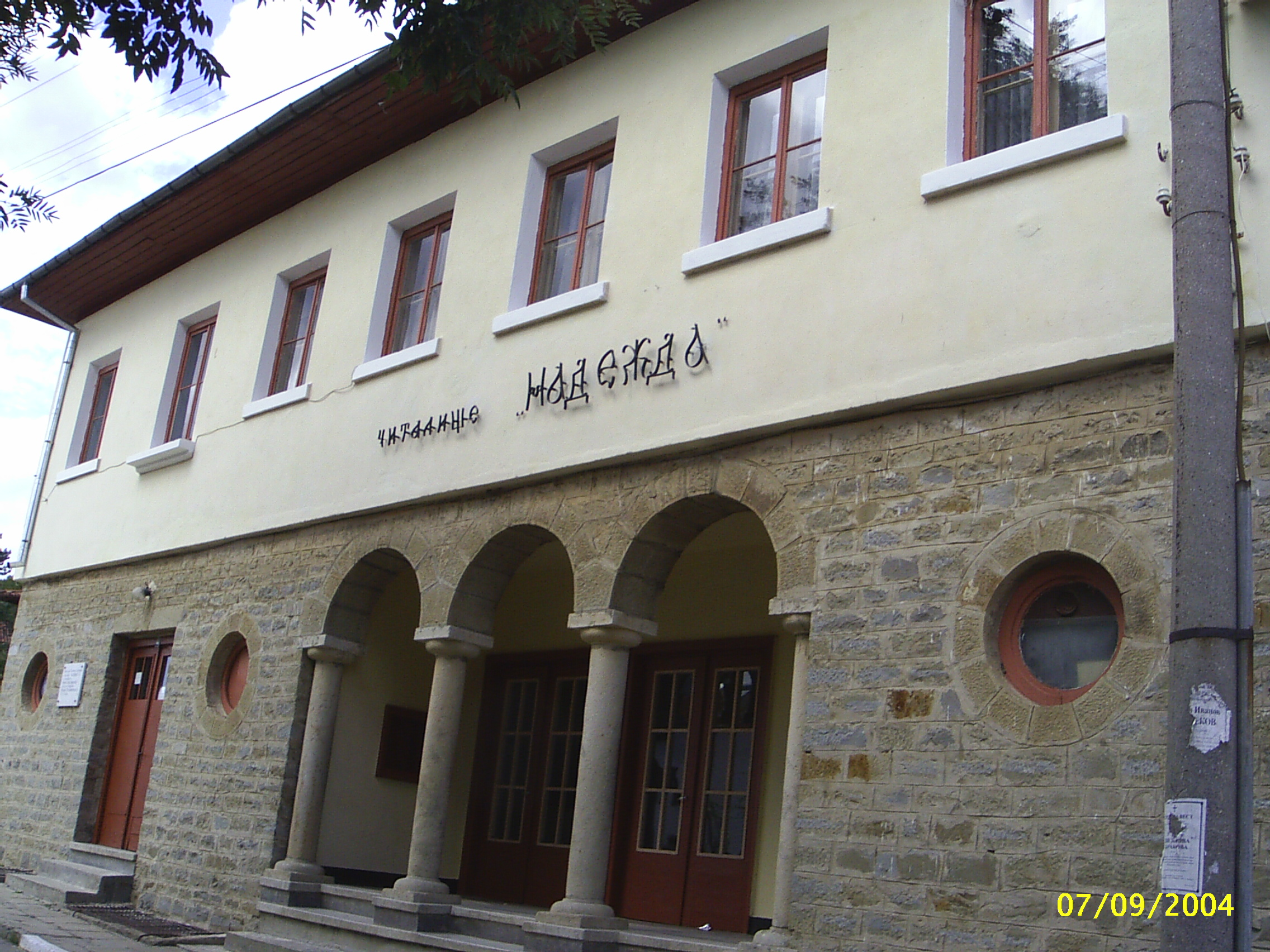
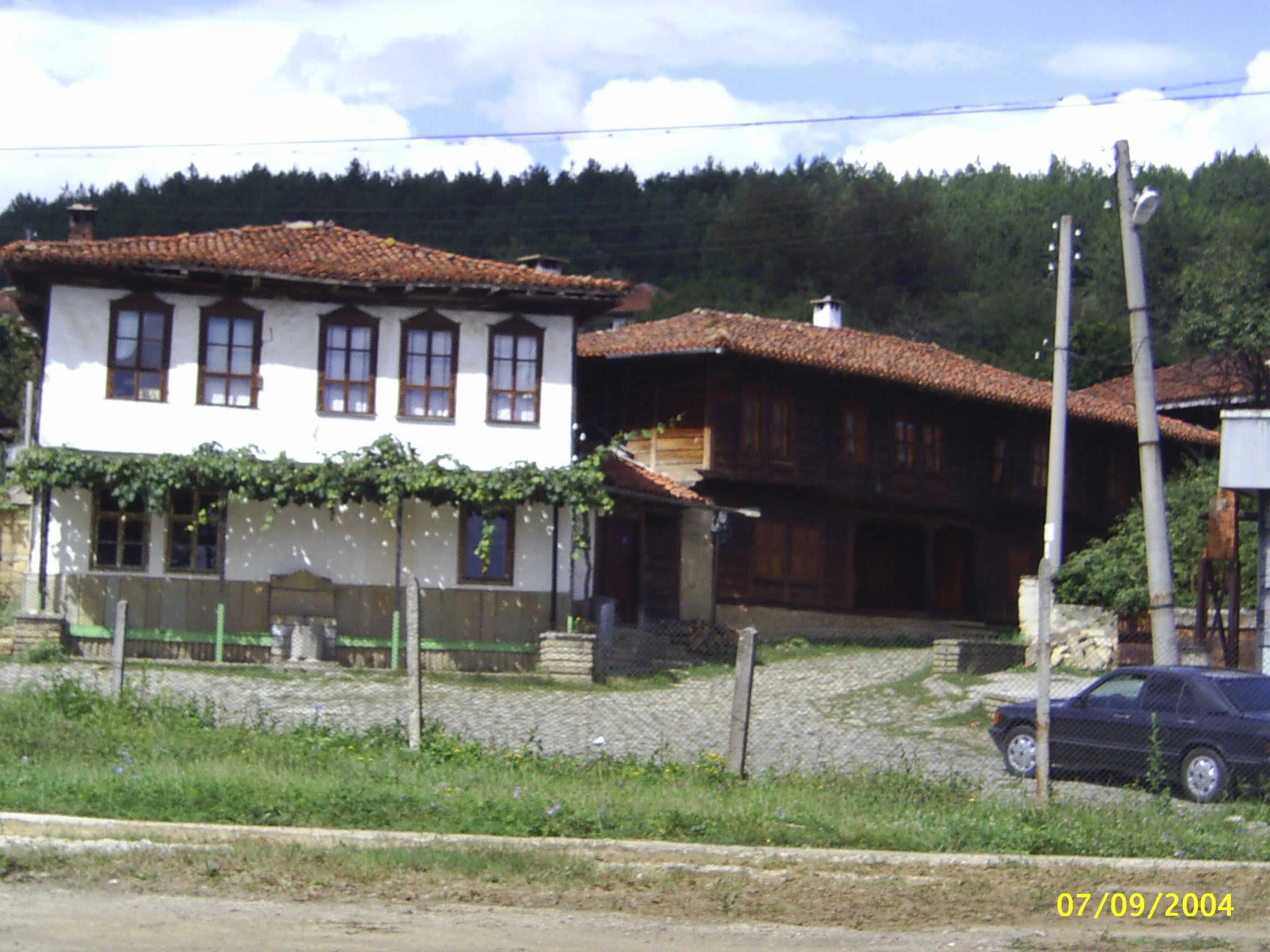
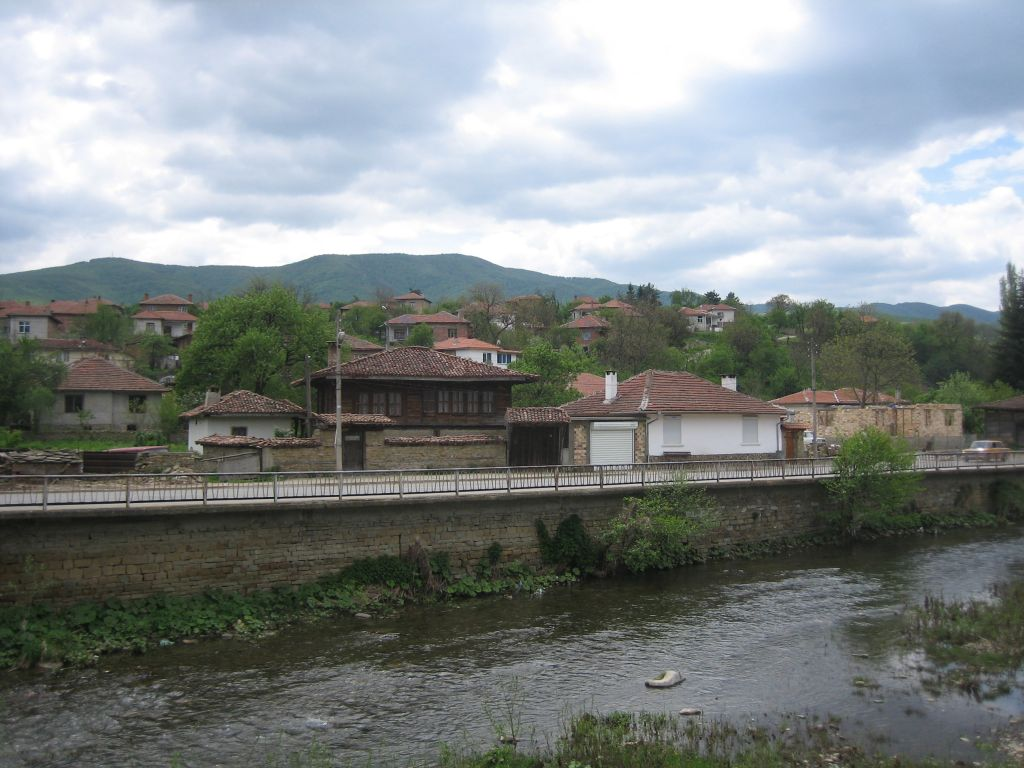

## Відомі особистості
У поселенні народились:
- Радко Димитрієв (1859—1918) — болгарський військовий.
- Божко Ікономов (1865—1921) — болгарський військовий.

## Карти
- bgmaps.com[недоступне посилання з травня 2019]
- emaps.bg[недоступне посилання з квітня 2019]